# Propseudione rhombicosoma
Propseudione rhombicosoma är en kräftdjursart som beskrevs av Sueo M. Shiino 1933. Propseudione rhombicosoma ingår i släktet Propseudione och familjen Bopyridae. Inga underarter finns listade i Catalogue of Life.